# Highlander II: The Quickening
Highlander II: The Quickening (prt: Duelo Imortal II ou Duelo Imortal 2; bra: Highlander II - A Ressurreição) é um filme franco-argentino-britânico de 1991, dos gêneros ficção científica, ação, fantasia e aventura, dirigido por Russell Mulcahy. É a sequência de Highlander (1986).

## Sinopse
Em 2024, a camada de ozônio da Terra está destruída, e a sobrevivência no planeta é garantida por um escudo protetor, e o último guerreiro highlander Connor McLeod, a última esperança do seu povo no planeta Zeist, está condenado a envelhecer entre os terráqueos. O ditador Katana, no entanto, viaja à Terra para matá-lo, desencadeando uma batalha de vida ou morte. Enquanto isso, a ambientalista Louise denuncia que a empresa provedora do escudo omite o fato de que a camada se recompôs para se aproveitar dos governos.

## Elenco
- Christopher Lambert .... Connor MacLeod
- Sean Connery .... Juan Sánchez Villa-Lobos Ramírez
- Virginia Madsen .... Louise Marcus
- Michael Ironside .... Gen. Katana
- Allan Rich .... Allan Neyman
- John C. McGinley .... David Blake
- Phillip Brock .... Cabbie
- Ed Trucco .... Jimmy
- Steven Grives .... Hamlet
- Jimmy Murray .... Horatio
- Pete Antico .... Corda
- Peter Bucossi .... Reno
- Peter Bromilow .... Joe
- Russell Mulcahy .... técnico da Shield Control
- Jeff Altman .... Doutor
- Diana Rossi .... Virginia
- Karin Drexler .... Brenda
- Max Berliner .... Charlie
- Edward Nutkiewicz .... Yuppie
- Rusty Schwimmer ....bêbada